# Amar Dedić
Amar Dedić (in cirillico: Амар Дедић?; Zell am See, 18 agosto 2002) è un calciatore bosniaco, difensore del Benfica e della nazionale bosniaca.

## Caratteristiche tecniche
Gioca come terzino destro abile in fase offensiva, in velocità e nella conclusione in porta. Può ricoprire all'occorrenza anche il ruolo di terzino sinistro essendo abile con entrambi i piedi.

## Carriera

### Club

#### Salisburgo e prestito al Wolfsberger
Nato in Austria da genitori bosniaci, è cresciuto calcisticamente nelle giovanili del Salisburgo. Ha esordito in prima squadra il 9 settembre 2020 disputando l'incontro di ÖFB-Cup vinto 0-10 contro il Bregenz.
Nell'estate del 2021 passa in prestito al Wolfsberger fino al termine della stagione, gioca da titolare trovando spazio e segnando 2 reti in Bundesliga.
Rientra dal prestito come protagonista giocando da titolare nella stagione 2022-2023 contribuendo alla vittoria della Bundesliga segnando 1 goal e 4 assist. Il 20 Agosto 2023 gioca da capitano segnando una doppietta contro l'Hartberg nella vittoria in trasferta per 1-5.

#### Olympique Marsiglia
Il 3 febbraio 2025 passa ai francesi dell'Olympique Marsiglia a titolo definitivo, con gli austriaci che mantengono il diritto di recompra. Con i francesi rimane solo sei mesi, con cui raccoglie 10 presenze in campionato, prima che il 10 giugno successivo il Salisburgo faccia valere il proprio diritto di riacquisto e lo riporta in Austria.

#### Benfica
Il 14 luglio 2025 viene acquistata a titolo definitivo dal Benfica, con cui sottoscrive un accordo quinquennale valido fino al 30 giugno 2025.

### Nazionale
Dopo aver militato nelle nazionali giovanili bosniache Under-17, Under-19 ed Under-21, il 29 marzo 2022 ha esordito con la nazionale bosniaca giocando l'amichevole vinta 1-0 contro il Lussemburgo.
Il 23 marzo 2023 realizza la sua prima rete in nazionale maggiore nel successo per 3-0 contro l'Islanda.

## Statistiche

### Presenze e reti nei club
Statistiche aggiornate al 3 aprile 2022.
| Stagione        | Squadra         | Campionato      | Campionato | Campionato | Coppe nazionali | Coppe nazionali | Coppe nazionali | Coppe continentali | Coppe continentali | Coppe continentali | Altre coppe | Altre coppe | Altre coppe | Totale | Totale |
| Stagione        | Squadra         | Comp            | Pres       | Reti       | Comp            | Pres            | Reti            | Comp               | Pres               | Reti               | Comp        | Pres        | Reti        | Pres   | Reti   |
| --------------- | --------------- | --------------- | ---------- | ---------- | --------------- | --------------- | --------------- | ------------------ | ------------------ | ------------------ | ----------- | ----------- | ----------- | ------ | ------ |
| 2019-2020       | Liefering       | 1L              | 24         | 2          |                 | -               | -               |                    | -                  | -                  |             | -           | -           | 24     | 2      |
| 2020-2021       | Liefering       | 1L              | 26         | 0          |                 | -               | -               |                    | -                  | -                  |             | -           | -           | 26     | 0      |
| 2020-2021       | Salisburgo      | BL              | 0          | 0          | CA              | 1               | 0               | UCL                | 0                  | 0                  |             | -           | -           | 1      | 0      |
| 2021-2022       | Wolfsberger     | BL              | 25         | 2          | CA              | 5               | 1               |                    | -                  | -                  |             | -           | -           | 30     | 3      |
| Totale carriera | Totale carriera | Totale carriera | 75         | 4          |                 | 6               | 1               |                    | 0                  | 0                  |             | -           | -           | 81     | 7      |

### Cronologia presenze e reti in nazionale
| Cronologia completa delle presenze e delle reti in nazionale ― Bosnia ed Erzegovina | Cronologia completa delle presenze e delle reti in nazionale ― Bosnia ed Erzegovina | Cronologia completa delle presenze e delle reti in nazionale ― Bosnia ed Erzegovina | Cronologia completa delle presenze e delle reti in nazionale ― Bosnia ed Erzegovina | Cronologia completa delle presenze e delle reti in nazionale ― Bosnia ed Erzegovina | Cronologia completa delle presenze e delle reti in nazionale ― Bosnia ed Erzegovina | Cronologia completa delle presenze e delle reti in nazionale ― Bosnia ed Erzegovina | Cronologia completa delle presenze e delle reti in nazionale ― Bosnia ed Erzegovina |
| Data                                                                                | Città                                                                               | In casa                                                                             | Risultato                                                                           | Ospiti                                                                              | Competizione                                                                        | Reti                                                                                | Note                                                                                |
| ----------------------------------------------------------------------------------- | ----------------------------------------------------------------------------------- | ----------------------------------------------------------------------------------- | ----------------------------------------------------------------------------------- | ----------------------------------------------------------------------------------- | ----------------------------------------------------------------------------------- | ----------------------------------------------------------------------------------- | ----------------------------------------------------------------------------------- |
| 29-3-2022                                                                           | Zenica                                                                              | Bosnia ed Erzegovina                                                                | 1 – 0                                                                               | Lussemburgo                                                                         | Amichevole                                                                          | -                                                                                   | 46’                                                                                 |
| 23-9-2022                                                                           | Zenica                                                                              | Bosnia ed Erzegovina                                                                | 1 – 0                                                                               | Montenegro                                                                          | UEFA Nations League 2022-2023 - 1º turno                                            | -                                                                                   | 90’                                                                                 |
| 26-9-2022                                                                           | Bucarest                                                                            | Romania                                                                             | 4 – 1                                                                               | Bosnia ed Erzegovina                                                                | UEFA Nations League 2022-2023 - 1º turno                                            | -                                                                                   |                                                                                     |
| 23-3-2023                                                                           | Zenica                                                                              | Bosnia ed Erzegovina                                                                | 3 – 0                                                                               | Islanda                                                                             | Qual. Euro 2024                                                                     | 1                                                                                   | 64’ 71’                                                                             |
| 26-3-2023                                                                           | Bratislava                                                                          | Slovacchia                                                                          | 2 – 0                                                                               | Bosnia ed Erzegovina                                                                | Qual. Euro 2024                                                                     | -                                                                                   |                                                                                     |
| 17-6-2023                                                                           | Lisbona                                                                             | Portogallo                                                                          | 3 – 0                                                                               | Bosnia ed Erzegovina                                                                | Qual. Euro 2024                                                                     | -                                                                                   |                                                                                     |
| 20-6-2023                                                                           | Zenica                                                                              | Bosnia ed Erzegovina                                                                | 0 – 2                                                                               | Lussemburgo                                                                         | Qual. Euro 2024                                                                     | -                                                                                   |                                                                                     |
| 8-9-2023                                                                            | Zenica                                                                              | Bosnia ed Erzegovina                                                                | 2 – 1                                                                               | Liechtenstein                                                                       | Qual. Euro 2024                                                                     | -                                                                                   |                                                                                     |
| 11-9-2023                                                                           | Reykjavík                                                                           | Islanda                                                                             | 1 – 0                                                                               | Bosnia ed Erzegovina                                                                | Qual. Euro 2024                                                                     | -                                                                                   | 86’                                                                                 |
| 13-10-2023                                                                          | Vaduz                                                                               | Liechtenstein                                                                       | 0 – 2                                                                               | Bosnia ed Erzegovina                                                                | Qual. Euro 2024                                                                     | -                                                                                   | 90+3’                                                                               |
| 16-10-2023                                                                          | Zenica                                                                              | Bosnia ed Erzegovina                                                                | 0 – 5                                                                               | Portogallo                                                                          | Qual. Euro 2024                                                                     | -                                                                                   |                                                                                     |
| 16-11-2023                                                                          | Lussemburgo                                                                         | Lussemburgo                                                                         | 4 – 1                                                                               | Bosnia ed Erzegovina                                                                | Qual. Euro 2024                                                                     | -                                                                                   | 71’                                                                                 |
| 21-3-2024                                                                           | Zenica                                                                              | Bosnia ed Erzegovina                                                                | 1 – 2                                                                               | Ucraina                                                                             | Qual. Euro 2024                                                                     | -                                                                                   | 68’                                                                                 |
| 7-9-2024                                                                            | Eindhoven                                                                           | Paesi Bassi                                                                         | 5 – 2                                                                               | Bosnia ed Erzegovina                                                                | UEFA Nations League 2024-2025 - 1º turno                                            | -                                                                                   |                                                                                     |
| 10-9-2024                                                                           | Budapest                                                                            | Ungheria                                                                            | 0 – 0                                                                               | Bosnia ed Erzegovina                                                                | UEFA Nations League 2024-2025 - 1º turno                                            | -                                                                                   |                                                                                     |
| 19-11-2024                                                                          | Zenica                                                                              | Bosnia ed Erzegovina                                                                | 1 – 1                                                                               | Paesi Bassi                                                                         | UEFA Nations League 2024-2025 - 1º turno                                            | -                                                                                   |                                                                                     |
| 21-3-2025                                                                           | Bucarest                                                                            | Romania                                                                             | 0 – 1                                                                               | Bosnia ed Erzegovina                                                                | Qual. Mondiali 2026                                                                 | -                                                                                   | 77’                                                                                 |
| 24-3-2025                                                                           | Zenica                                                                              | Bosnia ed Erzegovina                                                                | 2 – 1                                                                               | Cipro                                                                               | Qual. Mondiali 2026                                                                 | -                                                                                   |                                                                                     |
| 7-6-2025                                                                            | Zenica                                                                              | Bosnia ed Erzegovina                                                                | 1 – 0                                                                               | San Marino                                                                          | Qual. Mondiali 2026                                                                 | -                                                                                   | 46’ 74’                                                                             |
| 10-6-2025                                                                           | Celje                                                                               | Slovenia                                                                            | 2 – 1                                                                               | Bosnia ed Erzegovina                                                                | Amichevole                                                                          | -                                                                                   | cap.                                                                                |
| Totale                                                                              |                                                                                     | Presenze                                                                            | 20                                                                                  |                                                                                     | Reti                                                                                | 1                                                                                   |                                                                                     |

## Palmarès
- Campionato austriaco: 2

Salisburgo: 2020-2021, 2022-2023
- Supercoppa di Portogallo: 1

Benfica: 2025